# Kampforganisation der Anarcho-Kommunisten

Flagge der BOAK

Die Kampforganisation der Anarcho-Kommunisten (russisch Боевая организация анархо-коммунистов Bojewaja organisazija anarcho-kommunistow, kurz BOAK (БОАК)) ist eine russische militante Untergrundbewegung. Laut einer im Jahr 2022 veröffentlichten Analyse der Internetzeitung The Insider ist sie die aktivste subversive Kraft in Russland.

## Geschichte
Die Kampforganisation der Anarcho-Kommunisten existiert mindestens seit 2016. Der offizielle Blog der BOAK existiert seit September 2020. In der Zeit vor dem russischen Überfall auf die Ukraine 2022 baute die BOAK ihr Netzwerk auf und sammelte Ressourcen. In der Ukraine formte die BOAK mit anarchistischen Emigranten aus Belarus und Russland systematische Operationsstrukturen.
Im November 2019 verübte die BOAK einen Brandanschlag auf eine Funkzelle der Firma Turkcell in Kiew, um gegen die türkische Militäroffensive in Nordsyrien zu demonstrieren.
Im Zuge des russischen Überfalls auf die Ukraine 2022 sabotierten belarussische Partisanen Bahngleise, um der Invasion Widerstand zu leisten. Die BOAK nahm dies als Inspiration, um in Russland dasselbe zu tun.
Im April 2022 hatte die BOAK bis zu 40 Zellen in Russland. 
Im Mai fahndete der FSB nach Mitgliedern der BOAK, die versucht hatten, Bahngleise in Sergijew Possad zu sabotieren, die zum Direktorat des russischen Verteidigungsministeriums führen. 
Am 25. Juni 2022 sabotierte die BOAK Bahngleise bei Kirschatsch, die zur Hauptverwaltung für Raketen und Artillerie führen. Im August verhängten die russischen Behörden eine Geldbuße gegen die Betreiber von Telegram, da diese sich geweigert hatten, das Material der BOAK zu entfernen. Außerdem wurden russische Cyberattacken auf die Webseite der BOAK verübt. 
Am 4. Januar 2023 sprengte die BOAK einen Teil der Bahngleise der Transsibirischen Eisenbahn in der Region Krasnojarsk.
Laut dem ukrainischen Nachrichtendienst wurden im Jahr 2022 mindestens 40 Anschläge auf russische Bahngleise verübt. Laut The Insider entgleisten von März bis Juni 2022 63 Güterzüge, fast anderthalb mal so viele wie zur selben Zeit im Jahr zuvor.
Neben Anschlägen auf Bahngleise soll die BOAK auch Brandanschläge auf die Autos von Personen, die das russische Militär unterstützen, Musterungsämter, Polizeistationen und eine Funkzelle im Dorf Belomestnoje in der Oblast Belgorod ausgeführt haben.
Am 28. März 2022 vandalisierte die BOAK die Tür des Büros der Kommunistiska partiet in Malmö mit der Aufschrift „Waffen für das Volk der Ukraine“, um gegen die ablehnende Haltung der Partei für die Unterstützung der Ukraine zu demonstrieren.
Dmitri Petrow, ein Gründungsmitglied der BOAK, kämpfte als Mitglied der Territorialverteidigung der Ukraine im Donbas und fiel am 19. April 2023 bei der Schlacht um Bachmut.

## Vorgehensweise
Die BOAK behauptet, sie würde aus dutzenden unabhängig operierenden Zellen bestehen. Sie finden ihre Ziele über Open-Source-Webseiten wie Wikimapia und veröffentlichen die Ergebnisse auf Telegram, zusammen mit Literatur und detaillierten Anweisungen für andere zukünftige Saboteure durch die Verwendung von hausgemachten Werkzeugen und USBVs. Außerdem organisiert die BOAK neue Mitglieder mit einem Bot, durch den man ihren Zellen anonym beitreten kann. Die BOAK wird durch Spenden aus Geldmitteln ihrer Onlineressourcen finanziert und kauft damit unter anderem Motorenbenzin, Salpeter, Kameras und Taschenlampen.

## Ideologie
Die BOAK bezeichnet sich selbst als anarcho-kommunistisch. In einem Interview mit Al Jazeera sagte einer ihrer Vertreter:

„Wir sind von diesem brudermordenden Blutbad angewidert und wir glauben, dass wir nur durch das Ende von Putins Aggression auf ein Ende hoffen können. Die Niederlage der Regierung in diesem imperialistischen Krieg öffnet Gelegenheiten für die revolutionäre Bewegung, gibt den Leuten die Chance zu erkennen, wie unterdrückt sie waren und was sich ändern muss. Wir verstehen, dass diese Ziele nur durch revolutionären Wandel erreicht werden können, und um sie effektiv implementieren zu können, ist es wichtig, eine Untergrundbewegung zu haben, die Partisanen- und Guerillamethoden verwendet.“

Bezüglich der Frage, weshalb sie Bahngleise sabotieren, sagte er:

„Sie sind die Adern, die die russische Aggression füttern. Durch sie werden Soldaten, Ausrüstung und Munition geliefert. Haltet sie auf und die russische Armee wird ohne Ressourcen ersticken.“

## Rezeption
Susann Witt-Stahl (Junge Welt) schrieb im Juni 2023, dass die BOAK im Kontakt mit ukrainischen Geheimdiensten stünde und mutmaßte, dass die Organisation lediglich suggerieren solle, dass neben gewaltbereiten Rechtsradikalen auch linke Organisationen für die Ukraine kämpften. Antifaschistische Gruppen in Deutschland, der Ukraine und dem Umfeld der Bewegung in Russland widersprachen stark.